# Collins Mbulo
Collins Mbulo (né le 15 mai 1971 en Zambie et mort le 23 octobre 2009 à Lusaka) est un joueur de football international zambien, qui évoluait au poste de gardien de but.

## Biographie

### Carrière en sélection
Avec l'équipe de Zambie, il reçoit 28 sélections entre 1997 et 2003.
Il figure dans le groupe des sélectionnés lors des Coupes d'Afrique des nations de 1996, de 1998 et enfin de 2002. La sélection zambienne se classe troisième de la compétition en 1996.
Il joue également 9 matchs comptant pour les tours préliminaires de la coupe du monde, lors des éditions 1998 et 2002.

## Palmarès
Green Buffaloes
- Coupe de Zambie (1) :
  - Vainqueur : 2005.